# Сухайл Хамучане
Сухайл Хамучане (26 листопада 1997) — марокканський плавець. Учасник Чемпіонату світу з водних видів спорту 2017, де в попередніх запливах на дистанції 100 метрів вільним стилем посів 77-ме місце і не потрапив до півфіналів.